# ドゥイェ・チョプ
ドゥイェ・チョプ（Duje Čop、1990年2月1日  - ）は、クロアチア・ヴィンコヴツィ出身のプロサッカー選手。ディナモ・ザグレブ所属。ポジションはフォワード。

## クラブ経歴

### 初期
2007–08シーズン、17歳でプロ契約を締結。プロ初年度は15試合で2得点を記録した。
2008年7月、ポルトガルのCDナシオナルに移籍。加入後出番は全くなく、2009年1月24日のスポルティングCP戦でようやく移籍後初出場。4月6日のリオ・アヴェFC戦で初ゴール。

### RNKスプリト
2011年7月、RNKスプリトに4年契約で移籍。UEFAヨーロッパリーグ予選のNKドムジャレ戦1stレグで初出場・初ゴール。2ndレグでもゴールを挙げた。

### ディナモ・ザグレブ
2012年6月、昨年度リーグ王者のディナモ・ザグレブに移籍。UEFAチャンピオンズリーグ 2012-13予選・FCシェリフ・ティラスポリ戦で初出場・初ゴール。プレーオフのNKマリボル戦でもゴールを挙げた。グループステージでは全6試合に出場した。2013年2月18日のNKリエカ戦で自身初となるハットトリックを達成。2013–14シーズンのリーグ戦で22ゴールを挙げ得点王を獲得した。

### カリアリ
2015年1月11日、カリアリ・カルチョに移籍。3日後のコッパ・イタリア・パルマFC戦で移籍後初出場。1月24日のUSサッスオーロ・カルチョ戦で移籍後初ゴール。4月26日のACFフィオレンティーナ戦では2ゴールを挙げた。
2015年7月16日、マラガCFに2015-16シーズン終了までの契約でレンタル移籍。 8月21日のセビージャFC戦で移籍後初出場。12月13日のラージョ・バジェカーノ戦で初ゴール。
2016年夏、スポルティング・デ・ヒホンにシーズン終了までの契約でレンタル移籍。12月26日のレアル・マドリードCF戦ではPKを失敗、チームも1-2で敗れた。

## 代表歴
2014年9月4日にクロアチアで開催されたキプロス代表との親善試合で、後半途中にルカ・モドリッチと交代しA代表初キャップを記録。
UEFA EURO 2016予選ではブルガリア代表戦、UEFA EURO 2016本戦ではスペイン代表戦に出場した。2016年11月15日に開催された北アイルランド代表との親善試合で初ゴール。

## タイトル

### クラブ
ハイドゥク・スプリト
- フルヴァツキ・ノゴメトニ・クプ ： 2009-10

ディナモ・ザグレブ
- プルヴァHNL ： 2012-13, 2013-14
- フルヴァツキ・ノゴメトニ・スーペルクプ ： 2013

### 個人
- プルヴァHNL得点王 ： 2013-14